# S/2004 S 24
S/2004 S 24 — естественный спутник Сатурна. Его открытие было объявлено 7 октября 2019 года Скоттом Шеппардом, Дэвидом Джуиттом и Дженом Клина из наблюдений, сделанных между 12 декабря 2004 года и 22 марта 2007 года.
Диаметр S/2004 S 24 — около 3 км, большая полуось — 23 326 300 км, период обращения — 1294 земных суток. обращается вокруг Сатурна с прямым направлением под наклоном 35,5° к плоскости эклиптики, эксцентриситет орбиты — 0,085. S/2004 S 24 принадлежит Галльской группе.